# Saint-Symphorien-de-Thénières
Saint-Symphorien-de-Thénières – miejscowość i gmina we Francji, w regionie Oksytania, w departamencie Aveyron. W 2013 roku populacja gminy wynosiła 238 mieszkańców. Przez gminę przepływa rzeka Truyère. 